# Zoo d'Atlanta
Le Zoo d'Atlanta se situe en Géorgie, aux États-Unis. Fondé en 1889, il attire environ un million de visiteurs par an[réf. nécessaire]. Il présente près de 1 000 animaux de 250 espèces.